# Тварини, що виключені з Червоної книги України (2009 рік)
Перелік видів тварин, що виключені з Червоної книги України (2009 рік).
Затверджено наказом Міністерства охорони навколишнього природного середовища України від 17 червня 2009 р. № 313. Зареєстровано в Міністерстві юстиції України 13 липня 2009 р. за № 628/16644.
Всього у переліку 31 вид: 27 видів комах, 2 види променеперих риб та 2 види ссавців.
Бичок золотистий помилково був занесений до Червоної книги України (1994), оскільки був переплутаний із бичком жовтоголовим (Gobius xanthocephalus). Всі інші представлені у переліку види були виключені з Червоної книги через відновлення чисельності їх популяцій до безпечного рівня.
| № з/п | Вид                                                        | Вид                                          | Вид                                                                       | Вид        | Ряд                           | Клас                            | Тип                     |
| № з/п | зображення                                                 | укр.                                         | лат.                                                                      | ЧКУ (1994) | укр. / лат.                   | укр. / лат.                     | укр. / лат.             |
| ----- | ---------------------------------------------------------- | -------------------------------------------- | ------------------------------------------------------------------------- | ---------- | ----------------------------- | ------------------------------- | ----------------------- |
| 1.    |                                                            | Стрілка Меркурія                             | Coenagrion mercuriale (Charpentier, 1840)                                 | [ 3 ]      | Бабки Odonata                 | Комахи Insecta                  | Членистоногі Arthropoda |
| 2.    |                                                            | Веснянка велика                              | Perla marginata (Panzer, 1799)                                            | [ 5 ]      | Веснянки Plecoptera           | Комахи Insecta                  | Членистоногі Arthropoda |
| 3.    |                                                            | Стафілін пахучий                             | Ocypus olens (O. F. Müller, 1764)                                         | [ 7 ]      | Твердокрилі Coleoptera        | Комахи Insecta                  | Членистоногі Arthropoda |
| 4.    |                                                            | Ванесса чорно-руда                           | Nymphalis xanthomelas (Esper, 1781)                                       | [ 9 ]      | Лускокрилі Lepidoptera        | Комахи Insecta                  | Членистоногі Arthropoda |
| 5.    |                                                            | Синявець Мелеагр                             | Polyommatus daphnis (Denis & Schiffermüller, 1775)                        | [ 11 ]     | Лускокрилі Lepidoptera        | Комахи Insecta                  | Членистоногі Arthropoda |
| 6.    |                                                            | Бражник олеандровий                          | Daphnis nerii (Linnaeus, 1758)                                            | [ 12 ]     | Лускокрилі Lepidoptera        | Комахи Insecta                  | Членистоногі Arthropoda |
| 7.    |                                                            | Ведмедиця Гера (ведмедиця чотирикрапкова)    | Euplagia quadripunctaria (Poda, 1761)                                     | [ 14 ]     | Лускокрилі Lepidoptera        | Комахи Insecta                  | Членистоногі Arthropoda |
| 8.    |                                                            | Ведмедиця червонокрапкова                    | Utetheisa pulchella (Linnaeus, 1758)                                      | [ 15 ]     | Лускокрилі Lepidoptera        | Комахи Insecta                  | Членистоногі Arthropoda |
| 9.    | зображення                                                 | Коновія мегаполітанська                      | Konowia megapolitana Brauns, 1884 Xiphydria megapolitana (Brauns 1884)    | [ 17 ]     | Перетинчастокрилі Hymenoptera | Комахи Insecta                  | Членистоногі Arthropoda |
| 10.   | зображення [Архівовано 1 липня 2015 у Wayback Machine.]    | Акантоліда жовтоголова                       | Acantholyda flaviceps (Retzius, 1783)                                     | [ 19 ]     | Перетинчастокрилі Hymenoptera | Комахи Insecta                  | Членистоногі Arthropoda |
| 11.   | зображення                                                 | Акантоліда сланцева                          | Acantholyda pumilionis (Giraud, 1861)                                     | [ 21 ]     | Перетинчастокрилі Hymenoptera | Комахи Insecta                  | Членистоногі Arthropoda |
| 12.   | зображення [Архівовано 1 липня 2015 у Wayback Machine.]    | Неуротома Фауста                             | Neurotoma fausta (Klug, 1808)                                             | [ 23 ]     | Перетинчастокрилі Hymenoptera | Комахи Insecta                  | Членистоногі Arthropoda |
| 13.   |                                                            | Мегадолонт гаплофілумовий                    | Megalodontes kohli Konow, 1897 Megalodontes phaenicius (Lepeletier, 1823) | [ 25 ]     | Перетинчастокрилі Hymenoptera | Комахи Insecta                  | Членистоногі Arthropoda |
| 14.   | зображення [Архівовано 1 липня 2015 у Wayback Machine.]    | Зарея бронзовотіла                           | Zaraea mutica (C. G. Thomson, 1871) Abia mutica C. G. Thomson, 1871       | [ 27 ]     | Перетинчастокрилі Hymenoptera | Комахи Insecta                  | Членистоногі Arthropoda |
| 15.   | зображення [Архівовано 24 вересня 2015 у Wayback Machine.] | Зарея міднотіла                              | Zaraea aenea (Klug, 1829) Abia aenea (Klug, 1829)                         | [ 29 ]     | Перетинчастокрилі Hymenoptera | Комахи Insecta                  | Членистоногі Arthropoda |
| 16.   | зображення [Архівовано 23 вересня 2015 у Wayback Machine.] | Арге Фрівальдського                          | Arge frivaldszkyi (Tischbein, 1852)                                       | [ 31 ]     | Перетинчастокрилі Hymenoptera | Комахи Insecta                  | Членистоногі Arthropoda |
| 17.   | зображення [Архівовано 23 вересня 2015 у Wayback Machine.] | Стериктофора шипшинова                       | Sterictiphora geminata (Gmelin, 1790)                                     | [ 33 ]     | Перетинчастокрилі Hymenoptera | Комахи Insecta                  | Членистоногі Arthropoda |
| 18.   | зображення [Архівовано 6 березня 2022 у Wayback Machine.]  | Апростема Пелетьє                            | Aprosthema peletieri (Villaret, 1832)                                     | [ 34 ]     | Перетинчастокрилі Hymenoptera | Комахи Insecta                  | Членистоногі Arthropoda |
| 19.   | зображення[недоступне посилання з жовтня 2019]             | Апростема Карпентера                         | Aprosthema carpentieri Konow, 1902 Aprosthema tardum (Klug, 1814)         | [ 35 ]     | Перетинчастокрилі Hymenoptera | Комахи Insecta                  | Членистоногі Arthropoda |
| 20.   | зображення [Архівовано 23 вересня 2015 у Wayback Machine.] | Перинеура приструмкова                       | Perineura rubi (Panzer, 1805)                                             | [ 37 ]     | Перетинчастокрилі Hymenoptera | Комахи Insecta                  | Членистоногі Arthropoda |
| 21.   | зображення [Архівовано 23 вересня 2015 у Wayback Machine.] | Макрофія тевтонська                          | Macrophya teutona (Panzer, 1799)                                          | [ 38 ]     | Перетинчастокрилі Hymenoptera | Комахи Insecta                  | Членистоногі Arthropoda |
| 22.   |                                                            | Сколія степова                               | Scolia hirta (Schrank, 1781)                                              | [ 40 ]     | Перетинчастокрилі Hymenoptera | Комахи Insecta                  | Членистоногі Arthropoda |
| 23.   | зображення [Архівовано 24 вересня 2015 у Wayback Machine.] | Рофітоїдес сірий                             | Rhophites canus Eversmann, 1852                                           | [ 42 ]     | Перетинчастокрилі Hymenoptera | Комахи Insecta                  | Членистоногі Arthropoda |
| 24.   |                                                            | Мегахіла округла (бджола-листоріз округла)   | Megachile rotundata (Fabricius, 1787)                                     |            | Перетинчастокрилі Hymenoptera | Комахи Insecta                  | Членистоногі Arthropoda |
| 25.   | зображення [Архівовано 5 березня 2016 у Wayback Machine.]  | Джміль пластинчастозубий                     | Bombus serrisquama Morawitz, 1888                                         |            | Перетинчастокрилі Hymenoptera | Комахи Insecta                  | Членистоногі Arthropoda |
| 26.   |                                                            | Джміль мінливий                              | Bombus proteus Gerstaecker, 1869 Bombus soroeensis (Fabricius, 1777)      | [ 45 ]     | Перетинчастокрилі Hymenoptera | Комахи Insecta                  | Членистоногі Arthropoda |
| 27.   |                                                            | Джміль незвичайний                           | Bombus paradoxus Dalla Torre, 1882 Bombus confusus Schenck, 1859          | [ 47 ]     | Перетинчастокрилі Hymenoptera | Комахи Insecta                  | Членистоногі Arthropoda |
| 28.   |                                                            | Бичок-рижик звичайний                        | Neogobious platyrostris Pinchuk, 1977                                     | [ 48 ]     | Окунеподібні Perciformes      | Променепері риби Actinopterygii | Хордові Chordata        |
| 29.   |                                                            | Бичок золотистий                             | Gobius auratus Risso, 1810                                                | [ 49 ]     | Окунеподібні Perciformes      | Променепері риби Actinopterygii | Хордові Chordata        |
| 30.   |                                                            | Водяна полівка мала (водяна полівка Шермана) | Arvicola scherman (Shaw, 1801)                                            | [ 51 ]     | Гризуни Rodentia              | Ссавці Mammalia                 | Хордові Chordata        |
| 31.   |                                                            | Борсук звичайний (борсук європейський)       | Meles meles (Linnaeus, 1758)                                              | [ 52 ]     | Хижі Carnivora                | Ссавці Mammalia                 | Хордові Chordata        |

## Джерело
- Перелік видів тварин, що виключені з Червоної книги України (тваринний світ). [Архівовано 4 березня 2016 у Wayback Machine.] Затверджено наказом Міністерства охорони навколишнього природного середовища України від 17 червня 2009 р. № 313